# Herbert Westermark
Johan Herbert Westermark (Stoccolma, 30 agosto 1891 – Stoccolma, 29 ottobre 1981) è stato un velista svedese, vincitore della medaglia d'argento ai Giochi olimpici di Stoccolma 1912 nella classe 8 metri a bordo dell'imbarcazione chiamata Sans Atout insieme a Emil Henriques, Bengt Heyman, suo fratello Nils e Alvar Thiel.

## Palmarès
- Giochi olimpici

Stoccolma 1912: argento nella classe 8 metri.